# Чёрный бычок
Чёрный бычок (Gobius niger) — мелкая рыба семейства бычковых. Максимальная длина тела составляет 15 см. Шея покрыта чешуёй, оба спинных плавника имеют чёрное пятно на переднем конце. Вид распространён в восточной Атлантике, Средиземном и Чёрном море. Живет в лиманах, лагунах и на прибрежных отмелях с зарослями морских растений (Posidonia oceanica) и водорослей. Питается различными донными беспозвоночными: ракообразными, моллюсками, полихетами, иногда мелкими рыбами. Нерест происходит в мае—июне. Самка мечет до 25 тысяч икринок. Первоначально личинки пелагические, затем опускаются на дно.